# Bollsta (1871)
Bollsta var ett ångfartyg som byggdes 1871 i William Lindbergs verkstad på Södra varvet i Stockholm och hon gick till en början i skärgårdstrafik under namnet Waxholm. Ångbåten såldes vidare 1878 till ett rederi i Härnösand och hon sattes in i linjetrafik mellan Bollsta och Härnösand, vilket medförde att hon blev omdöpt till Bollsta efter sin nya hemmahamn.
Bollsta förliste under en sådan resa den 22 september 1885 när hon tvingades att göra en tvär gir och fick slagsida, antagligen på grund av den dåligt surrade lasten, samt för att hon saknade bottenlast. Ventilerna stod dessutom vidöppna så vattnet kunde forsa in. I lasten fanns mjölsäckar, silltunnor och annat gods som kom på glid och blockerade möjligheterna att ta sig ut. Hon sjönk och hamnade på cirka tolv meters djup. Fyra personer omkom, däribland skepparen Magnus Berlins hustru som var restauratör ombord.
Båten Bollsta bärgades efter olyckan och togs sedan i trafik i Nordmaling, men råkade åter ut för en svår olycka 1897 då hon grundstötte utanför Vasa och blev liggande som ett vrak. Trots detta räddades olycksfartyget ännu en gång och togs i drift. 
År 1915 skedde Bollstas allra sista resa då hon från varvet i Husum skulle ta sig upp mot Nordmaling, men någonstans under resans gång försvann hon spårlöst och kom aldrig fram. Först 1976 upptäcktes hennes vrak av dykare på botten utanför Nordmaling.
Tomas Ledin har skrivit en ballad om ångaren Bollsta.